# Danainae

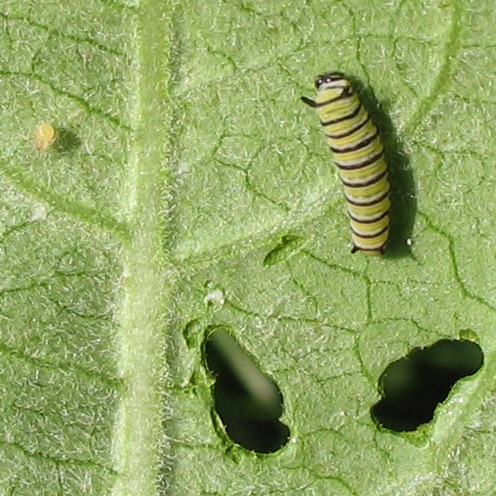
Junge Raupe des Monarchfalters; man kann die fleischigen
Fortsätze vorne und am Hinterleibsende erkennen

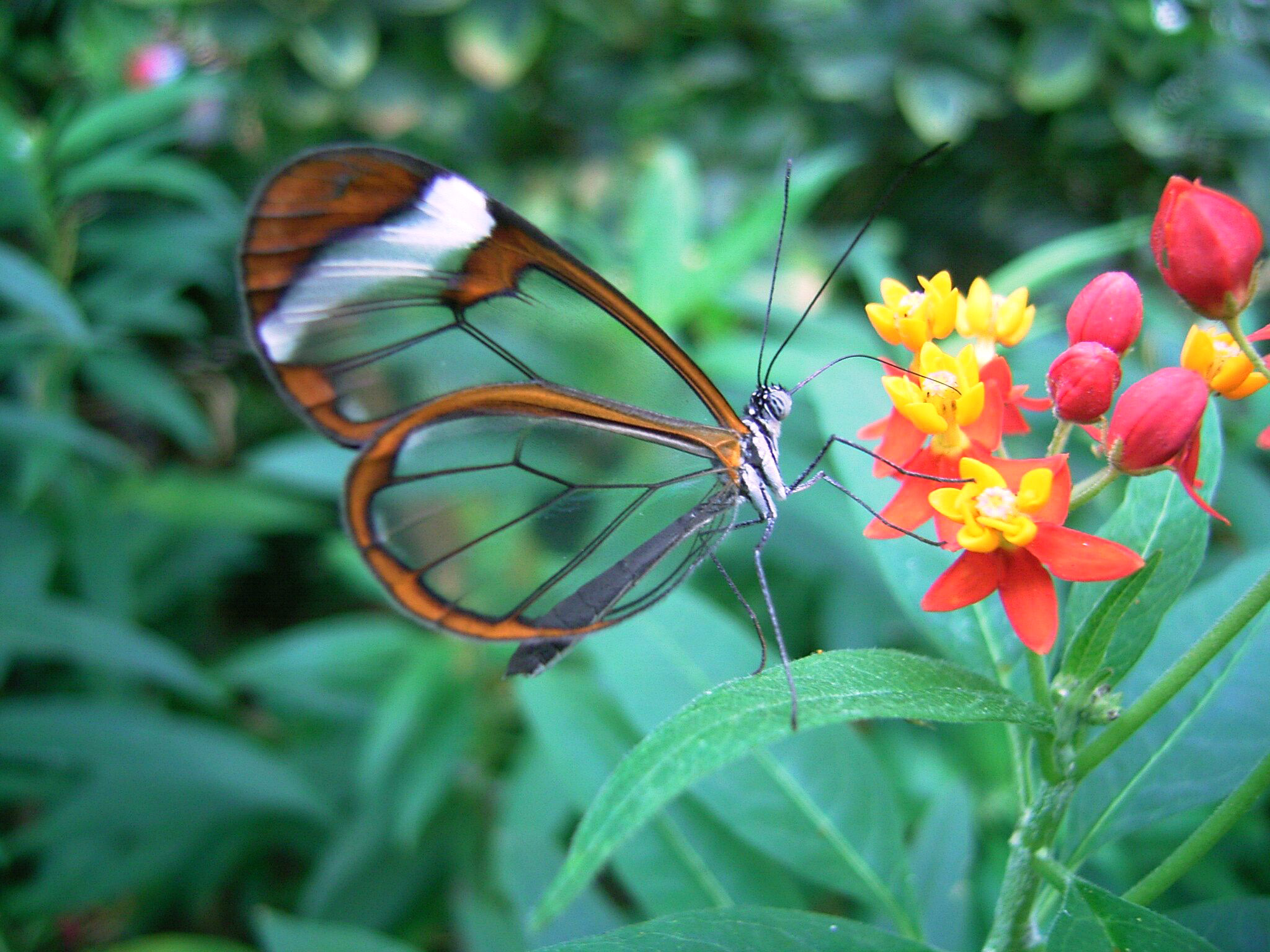
Greta morgane (Ithomiini)

Die Danainae sind eine Unterfamilie von Schmetterlingen aus der Familie der Edelfalter (Nymphalidae). Weltweit zählen die Danainae etwa 450 Arten in drei Triben. Einige Autoren sehen diese drei Triben (Danaini, Tellervini und Ithomiini) als Unterfamilien innerhalb der Nymphalidae an.

## Beschreibung
Die Falter sind die einzigen Schmetterlinge, die Pflanzensäfte und Nektar von Hundsgiftgewächsen (Apocynaceae), vor allem von Seidenpflanzengewächsen (Asclepiadoideae) saugen, um Pyrrolizidinalkaloide aufzunehmen. Sie nutzen diese Gifte für die Verteidigung gegen Fressfeinde oder aber um Sexuallockstoffe herzustellen.
Die Raupen sind nackt und weisen fleischige, fühlerförmige Fortsätze auf. Da sie an giftigen Pflanzen fressen sind auch sie gegenüber Fressfeinden gut geschützt.

### Danaini
Von dieser Tribus sind bis jetzt 162 Arten bekannt, die in den Tropen, vor allem von Indien bis Australien vorkommen. Manche Arten fliegen aber auch bis in die gemäßigten Breiten. Die Männchen weisen zwischen dem achten und neunten Hinterleibssegment ausstülpbare Haarbüschel auf. Die Vorderbeine der Weibchen sind keulenförmig zurückgebildet. Die Fühler sind unbeschuppt. Die Falter werden stark von Blüten, besonders von Pflanzen der Gattung Ageratum angezogen und saugen dort Alkaloide. Die Raupen fressen an Hundsgiftgewächsen (Apocynaceae), Seidenpflanzengewächsen (Asclepiadoideae) und Maulbeergewächsen (Moraceae), die einen milchigen Saft haben.

### Tellervini
Von den Tellervini sind bis jetzt nur sechs Arten aus der Gattung Tellervo bekannt, die alle in Neuguinea, dem Norden Australiens und auf den Salomonen vorkommen. Die Imagines können nicht durch eindeutige Merkmale von den anderen Triben getrennt werden. Sie haben weder an der Costa noch am Hinterleib Haarpinsel. Die Raupen weisen nur ein Paar fleischiger Fortsätze auf dem Metathorax auf. Sie fressen an Pflanzen der Gattung Parsonsia aus der Familie der Hundsgiftgewächse.

### Ithomiini
Die Ithomiini sind mit ca. 300 Arten die größte Gruppe der Danainae. Sie kommen ausschließlich in der Neotropis vor. Zahlreiche Arten imitieren Arten derselben Tribus, aber auch andere Schmetterlinge (Mimikry). Viele Arten weisen durchscheinende oder ganz durchsichtige Flügelbereiche auf. Die Männchen haben an der Costa an der Vorderseite der Hinterflügel charakteristische Haarbüschel. Ihre Fühler sind beschuppt.
Nur wenige Raupen weisen die fleischigen Fortsätze auf. Die meisten ernähren sich von Nachtschattengewächsen (Solanaceae), die 90 % der Futterpflanzen ausmachen, Gesneriengewächsen (Gesneriaceae) und Hundsgiftgewächsen (Apocynaceae). Dadurch werden die meisten Falter für Fressfeinde ungenießbar, manche entwickeln aber trotz des giftigen Futters keine Gifte. Die Imagines saugen vielmehr an giftigen Pflanzen, vor allem an Raublattgewächsen (Boraginaceae) und Korbblütlern (Asteraceae), um ihren Schutz zu erhalten.

## Systematik
In Europa kommen lediglich zwei Arten vor:
- Afrikanischer Monarch (Danaus chrysippus) (Linnaeus, 1758)
- Monarchfalter (Danaus plexippus) (Linnaeus, 1758)

Alle anderen Arten kommen in Amerika, Afrika, Asien oder Australien vor, darunter zum Beispiel:
- Euploea core (Cramer, 1780), Asien und Australien
- Danaus gilippus (Bates, 1863), Amerika
- Tirumala limniace (Cramer, 1775), Asien
- Mechanitis polymnia (Linnaeus, 1758), Mittel- und Südamerika
- Idea leuconoe (Erichson, 1834), Südostasien
- Idea malabarica (Moore, 1877), Südwestindien
- Greta morgane (Geyer, 1837), Mittelamerika bis Texas
- Greta oto (Hewitson, 1854), Glasflügelfalter, nördliches Südamerika bis Texas